# Elassogaster hilgendorfi
Elassogaster hilgendorfi är en tvåvingeart som beskrevs av Günther Enderlein 1924. Elassogaster hilgendorfi ingår i släktet Elassogaster och familjen bredmunsflugor. Inga underarter finns listade i Catalogue of Life.